# Квяткув (Опольське воєводство)
Квяткув (пол. Kwiatków, нім. Blumenthal) — село в Польщі, у гміні Отмухув Ниського повіту Опольського воєводства.
Населення — 78 осіб (2011).

## Демографія
Демографічна структура станом на 31 березня 2011 року:
|          | Загалом | Допрацездатний вік | Працездатний вік | Постпрацездатний вік |
| -------- | ------- | ------------------ | ---------------- | -------------------- |
| Чоловіки | 33      | 5                  | 27               | 1                    |
| Жінки    | 45      | 10                 | 28               | 7                    |
| Разом    | 78      | 15                 | 55               | 8                    |